# Vulcanodontidae
Vulcanodontidae je čeleď vývojově primitivních sauropodních dinosaurů, žijících v období spodní jury (geologické stupně sinemur až toark, asi před 197 až 175 miliony let). Formálně byla stanovena paleontologem Michaelem R. Cooperem v roce 1984.

## Zástupci a systematika

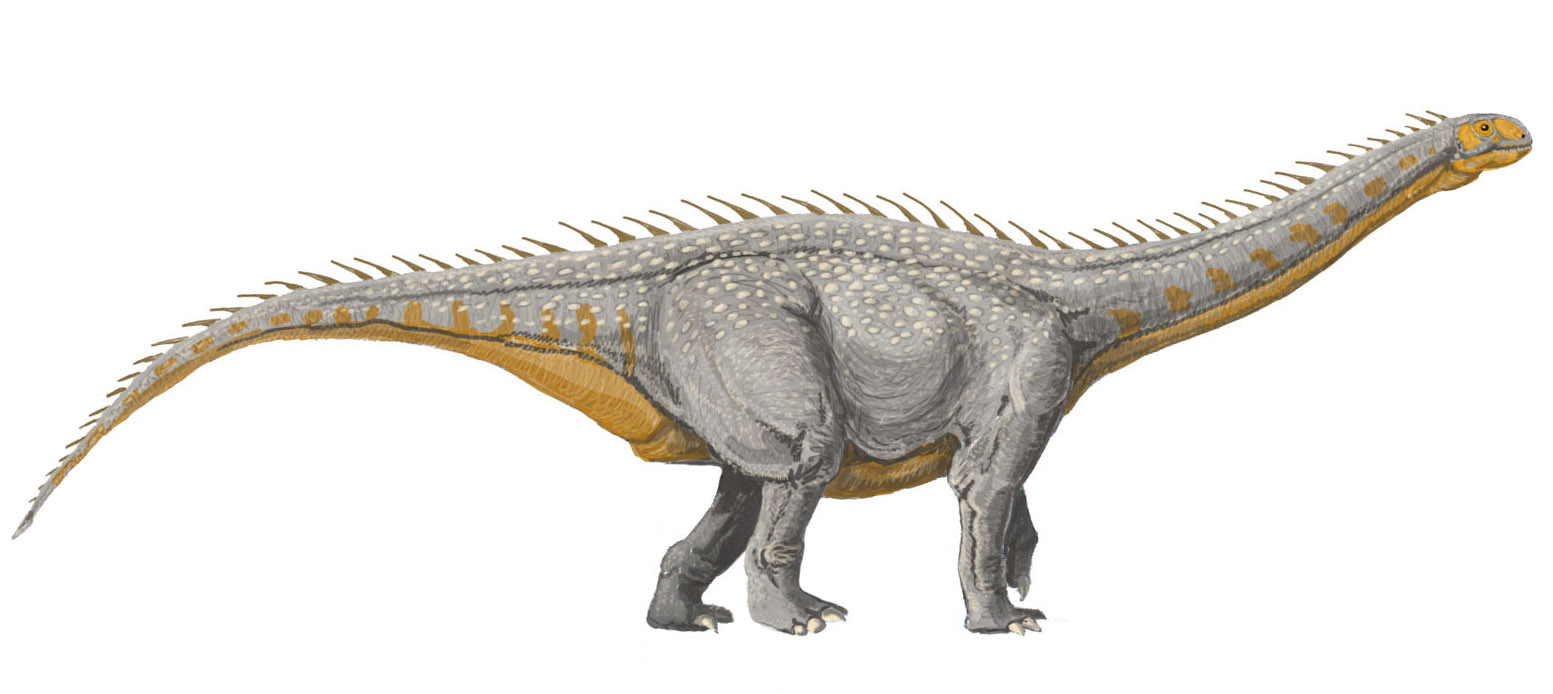
Rekonstrukce přibližného vzezření rodu Barapasaurus.

V současnosti bývají do této čeledi řazeny čtyři rody, a to Zizhongosaurus, Barapasaurus, Tazoudasaurus a Vulcanodon. Není jisté, zda jde o přirozenou skupinu sdílející společného předka, ve skutečnosti by tato čeleď totiž mohla být synonymní s čeledí Barapasauridae. Zástupci čeledi vulkanodontidů mají několik anatomických znaků společných, mezi nimi i neobvykle úzkou křížovou oblast páteře. Podle novějších výzkumů spadá tato čeleď do kladu Gravisauria.
Zástupce těchto vývojově primitivních forem sauropodů známe na základě fosilií mláďat například také z území Thajska.